# Andreas Schulz
Pour les articles homonymes, voir Schulz.
 (janvier 2023).
Andreas Schulz, né le 3 mars 1955 à Munich et résident à Dubai, est un copilote allemand de rallye-raid.

## Biographie
De 1976 à 1979, il évolue ponctuellement comme copilote dans le Championnat d'Allemagne des rallyes, et en 1982 il travaille comme mécanicien au service de Walter Röhrl. En 1986, il conduit un camion d'assistance sur le Paris-Dakar, et de 1989 à 1991, il est dans l'équipe de Carlos Sainz, le Toyota Team Europe, durant trois saisons du Championnat du monde des rallyes.
1990 le voit faire ses débuts comme navigateur en rallye-raid. À compter de 2003 il devient l'allemand le plus titré sur le Paris-Dakar.
Seul le Français Michel Périn le dépasse encore actuellement au nombre de victoires des copilotes dans le championnat du monde des rallyes tout-terrain, avec 6 couronnes.
Il est copilote pour le X-Raid team de l'Allemand Sven Quandt depuis 2009 (partenariat avec Monster Energy). Auparavant il a évolué sur Mitsubishi (1999-2005) et sur Volkswagen (2006-2008) en équipages officiels.

## Palmarès(au 31/12/2013)

### Titres
- Quadruple vainqueur consécutivement de la Coupe du monde des rallyes tout-terrain (cross-country), en 2010 et 2011 avec le russe Leonid Novitskiy sur BMW X3 du Racing X-Raid team, et en 2012 et 2013 (à 58 ans[1]) avec l'émirati Khalifa Al Mutaiwei puis le polonais Krzysztof Holowczyc sur Mini John Cooper Works WRC de la même équipe.

### Victoires en rallye-raid

#### Paris-Dakar
(plus de 12 participations, et 6 victoires d'étapes)
- 2001 (pilote Jutta Kleinschmidt, sur Mitsubishi Pajero; vainqueurs de la 10e étape Atar-Atar);
- 2003 (pilote Hiroshi Masuoka, sur Mitsubishi Pajero; vainqueurs de la 3e étape Castellon-Valence);
  - 2e en 2002 avec J.Kleinschmidt sur Mitsubishi Pajero;
  - 4e en 1994, avec H.Masuoka sur Mitsubishi;
  - 4e en 2012, avec L.Novitskiy;
  - 5e en 2004, avec Andrea Mayer sur Mitsubishi;
  - 6e en 1999, avec H.Masuoka sur Mitsubishi;
  - 6e en 2000, avec H.Masuoka sur Mitsubishi (vainqueurs de la 12e étape Dakhla-Wadi Rayan);
  - 7e en 2007, avec Carlos Sousa sur  Volkswagen Touareg;
  - 11e en 2006, avec Carlos Sainz sur Volkswagen Touareg (vainqueurs de la 1re étape, Lisbonne-Portimao, de la 2e étape, Portimao-Malaga, et de la 10e étape Kiffa-Kayes - équipage en tête durant 4 jours);
  - 11e en 2010, avec L.Novitskiy;
  - Participation en 2011, avec L.Novitskiy;

#### Autres victoires et podiums
- Baja d'Italie, en 2001 avec J.Kleinschmidt sur Mitsubishi Pajero;
- Abu Dhabi Desert Challenge, en 2004 avec H.Masuoka sur Pajero, et en 2010 avec L.Novitskiy sur BMW X3;
- Rallye Estoril-Portimao-Marrakech, en 2010 avec L.Novitskiy sur BMW X3;
- Rallye de Tunisie, en 2011 avec L.Novitskiy sur BMW X3;
- Rallye des Pharaons, en 2012 avec K.Al Mutaiwei sur Mini All4;
- Baja Portalegre 500, en 2013 avec K.Holowczyc sur Mini All4;
  - 2e du rallye transibérique en 2001, avec J.Kleinschmidt sur M.Pajero;
  - 2e de la Baja d'Allemagne en 2004, avec A.Mayer sur Mitsubishi;
  - 2e du rallye du Maroc en 2009, avec L.Novitskiy sur BMW X3;
  - 2e de la Baja España-Aragón en 2010, avec L.Novitskiy sur BMW X3, et en 2012 avec K.Al Mutaiwei sur Mini All4;
  - 2e du Abu Dhabi Desert Challenge en 2011, avec L.Novitskiy sur BMW X3, et en 2012 avec K.Al Mutaiwei sur Mini All4;
  - 2e de la Baja d'Italie en 2011, avec L.Novitskiy sur BMW X3, et 2013 avec K.Holowczyc sur Mini All4;
  - 2e du rallye-raid du Qatar en 2013, avec K.Holowczyc sur Mini All4;
  - 2e de la Baja de Hongrie en 2013, avec K.Holowczyc sur Mini All4;
  - 3e du rallye du Maroc en 2007, avec Carlos Sousa sur Volkswagen Touareg;
  - 3e du rallye transibérique en 2007, avec C.Sousa sur Volkswagen Touareg;
  - 3e du rallye de Tunisie en 2010, avec L.Novitskiy sur BMW X3.

(nb: 5e du rallye d'Europe centrale en 2008 avec C.Sousa)